# Grecia ai Giochi della XXI Olimpiade
La Grecia partecipò ai Giochi della XXI Olimpiade che si sono svolti a Montréal dal 17 luglio al 1º agosto 1976, con una delegazione di 36 atleti impegnati in 8 discipline per un totale di 34 competizioni. Portabandiera alla cerimonia di apertura fu il centometrista Vasilios Papageorgopoulos, alla sua seconda Olimpiade. Non furono conquistate medaglie.